# تام وایت (بازیکن فوتبال، زاده ۱۹۲۴)
تام وایت (انگلیسی: Tom White؛ ۱۰ نوامبر ۱۹۲۴ – ۱۹۹۸ (۷۳−۷۴ سال)) بازیکن فوتبال اهل انگلستان بود.
از باشگاه‌هایی که در آن بازی کرده‌است می‌توان به ووستر سیتی و ساندرلند اشاره کرد.